# Vilas Boas (Vila Flor)
Vilas Boas ist ein Ort und eine ehemalige Gemeinde (Freguesia) im portugiesischen Kreis Vila Flor. Die Gemeinde hatte 550 Einwohner (Stand 30. Juni 2011).
Am 29. September 2013 wurden die Gemeinden Vilas Boas und Vilarinho das Azenhas zur neuen Gemeinde União das Freguesias de Vilas Boas e Vilarinho das Azenhas zusammengeschlossen. Vilas Boas ist Sitz dieser neu gebildeten Gemeinde.